# Corculla (distrito)
Corculla é um distrito do Peru, departamento de Ayacucho, localizada na província de Paucar del Sara Sara.

## Transporte
O distrito de Corculla não é servido pelo sistema de estradas terrestres do Peru.